# ماساو يازاوا
ماساو يازاوا هو عداء سريع ياباني، (و. 1915 – 2004 م).

## وصلات خارجية
- ماساو يازاوا على موقع أوليمبيديا (الإنجليزية)